# أغوستين دياز باتشيكو
أغوستين دياز باتشيكو (بالإسبانية: Agustín Díaz Pacheco)‏ هو كاتب إسباني، ولد في 1952 في سانتا كروث دي تينيريفه في إسبانيا.